# Coua serriana
Il cua pettorosso o coua pettorossiccio (Coua serriana Pucheran, 1845) è un uccello della famiglia Cuculidae.

## Distribuzione e habitat
Questo uccello è endemico del Madagascar.

## Tassonomia
Coua serriana non ha sottospecie, è monotipico.